# Rue George
Pour les articles homonymes, voir George.
La rue George est une voie marseillaise située dans les 4e et 5e arrondissements de Marseille. 

## Situation et accès
Cette voie en ligne droite démarre place Sébastopol. Elle croise le square Sidi-Brahim où se trouve la mairie des 4e et 5e arrondissements et se termine à l’intersection avec le boulevard Chave et la rue du Docteur-Simone-Sedan.

## Origine du nom
La rue doit son nom au propriétaire des terrains, M. George. 

## Historique
Elle s'appelait auparavant « Rue Sébastopol ».

## Bâtiments remarquables et lieux de mémoire
- Au numéro 35 se trouvent les bâtiments de la Carsat Sud-Est.
- À l’angle avec le boulevard Chave se trouve l’école éponyme, qui remplace depuis 1958 la prison Chave.